# Impatiens ernstii
Impatiens ernstii är en balsaminväxtart som beskrevs av Joseph Dalton Hooker. Impatiens ernstii ingår i släktet balsaminer, och familjen balsaminväxter. Inga underarter finns listade i Catalogue of Life.